# Ковыль Коржинского
Ковыль Коржинского (лат. Stipa korshinskyi)  — вид травянистых растений рода Ковыль (Stipa) семейства Злаки (Poaceae).
Вид назван в честь российского ботаника Сергея Ивановича Коржинского.

## Ботаническое описание
Многолетнее травянистое растение, образующее плотные дерновины. Стебли высотой 25—50 см.
Листья щетиновидные, шероховатые, диаметром 0,3—0,6 мм. Лигулы диаметром до 0,3 мм.
Соцветие  — узкая сжатая метёлка длиной 10—20 см. Колоски одноцветковые. Колосковые чешуи узколанцетные, шиловидно-заострённые, длиной 12—16 мм. Нижние цветковые чешуи длиной 8—9 мм, покрыты волосками. Ости дважды коленчато согнутые, покрытые короткими волосками длиной 0,3—0,8 мм. Цветёт в июне — июле, плодоносит в июле.
Описан из Казахстана.

## Распространение и экология
Встречается в каменистых и типчаково-ковыльных степях.
Обитает в Сибири, Заволжье, Средней Азии, на Южном Урале.

## Значение и применение
Поедается скотом до колошения также как ковыль волосатик (Stipa capillata).

## Охранный статус
Занесён в Красные книги Республики Башкортостан, Республики Татарстан, Алтайского края, Самарской области, Ульяновской области, Омской области, Тюменской области и Челябинской области.